# Mêtric Kerr–Newman
Metric Kerrifer Newman là một giải pháp của các phương trình Einsteinwell Maxwell trong thuyết tương đối rộng mô tả hình học không thời gian trong khu vực xung quanh một khối lượng xoay, tích điện. Giải pháp này không đặc biệt hữu ích để mô tả các hiện tượng vật lý thiên văn, bởi vì các vật thể thiên văn quan sát được không có điện tích ròng đáng kể. Giải pháp thay vào đó chủ yếu là lợi ích lý thuyết và toán học. (Người ta cho rằng hằng số vũ trụ bằng không.)

## Lịch sử
Năm 1965, Ezra "Ted" Newman đã tìm ra giải pháp đối xứng trục của phương trình trường Einstein cho một lỗ đen vừa quay vừa tích điện. Công thức này cho tenxơ mét {\displaystyle g_{\mu \nu }\!} được gọi là số liệu Kerrọt Newman. Đó là một khái quát của số liệu Kerr cho khối lượng điểm quay không tích điện, đã được Roy Kerr phát hiện ra hai năm trước đó.